# Vanessa Spínola
Vanessa Chefer (née Spínola le 5 mars 1990 à São Paulo) est une athlète brésilienne, spécialiste des épreuves combinées.

## Biographie
Le 1er juillet 2016, elle porte son record personnel à 6 188 points, à 12 points du minima olympique, lors d'un heptathlon à São Bernardo do Campo (Arena Caixa). Le 13 juillet elle est repêchée et participera aux Jeux olympiques de Rio.

## Palmarès
| Date | Compétition                    | Lieu           | Résultat | Épreuve    | Points |
| ---- | ------------------------------ | -------------- | -------- | ---------- | ------ |
| 2009 | Championnats d'Amérique du Sud | Lima           | 1re      | Heptathlon | 5 578  |
| 2011 | Championnats d'Amérique du Sud | Buenos Aires   | 1re      | Heptathlon | 5 428  |
| 2014 | Championnats ibéro-américains  | São Paulo      | 1re      | Heptathlon | 5 722  |
| 2015 | Jeux panaméricains             | Toronto        | 3e       | Heptathlon | 6 035  |
| 2015 | Championnats du monde          | Pékin          | 26e      | Heptathlon | 5 647  |
| 2016 | Multistars                     | Florence       | 1re      | Heptathlon | 6 100  |
| 2016 | Jeux olympiques                | Rio de Janeiro | 23e      | Heptathlon | 6 024  |
| 2017 | Championnats du monde          | Londres        | 27e      | Heptathlon | 4 500  |
| 2017 | Universiade                    | Taipei         | 5e       | Heptathlon | 5 337  |
| 2019 | Jeux panaméricains             | Lima           | 5e       | Heptathlon | 5 868  |

## Records
| Épreuve    | Performance | Lieu    | Date            |
| ---------- | ----------- | ------- | --------------- |
| Heptathlon | 6 103 pts   | Arona   | 7 juin 2015     |
| Pentathlon | 4 292 pts   | Tallinn | 14 février 2016 |